# Bandera de Ribamontán al Monte
La bandera de Ribamontán al Monte es uno de los símbolos del ayuntamiento de Ribamontán al Monte (Cantabria), junto a su escudo. Dicha bandera es de paño rectangular horizontal, terciada vertical, doble en su parte central. Amarilla al asta y al batiente, verde en el centro. La altura de la bandera será dos tercios de su anchura total. Estas proporciones se conservarán sea cual fuere el tamaño de la misma.
La bandera fue adoptada en sesión plenaria ordinaria celebrada por el ayuntamiento el día 3 de julio de 2004 siendo autorizada por el Consejo de Gobierno de Cantabria el día 18 de noviembre de 2004, previo informe favorable emitido por el Centro de Estudios Montañeses el día 25 de octubre de 2004.